# Krokstorp, Oskarshamns kommun
Krokstorp är en ort i Misterhults socken i norra delen av Oskarshamns kommun, Kalmar län. 
Krokstorp blev under 1500-talet tingsplats i Tunaläns härad och på 1560-talet uppfördes den första tingsstugan. Dess plats utmärks numera med en minnessten rest 1947. Tingsplatsen flyttades 1729 till Ishult.
Orten har en fotbollsklubb och en återupplivad bastuförening. Herrarna spelar i division 6 och damerna spelar i division 4. 